# トヨタカローラ愛媛
トヨタカローラ愛媛株式会社（トヨタカローラえひめ）は、愛媛県松山市に本社を置く、トヨタ自動車の正規ディーラー（トヨタカローラ店）である。自動車販売の他、auの携帯電話ショップを展開している。

## 沿革
- 1966年1月 「パブリカ愛媛」創業
- 1966年10月 商号を「トヨタパブリカ愛媛株式会社」に変更
- 1966年11月 新居浜営業所（現 新居浜店）を開設
- 1967年5月 今治営業所（現・今治店）、宇和島営業所（現・宇和島店）を開設
- 1967年10月 八幡浜営業所（現・八幡浜店）開設
- 1968年10月 大洲営業所（現・大洲店）開設
- 1969年3月 商号を「トヨタカローラ愛媛株式会社」に変更
- 1969年6月 三島営業所（現 三島・川之江店）を開設
- 1970年2月 鷹子営業所を開設
- 1973年9月 新居浜東営業所を開設
- 1973年11月 椿営業所を開設
- 1977年7月 唐子浜営業所を開設
- 1979年9月 新車累計販売台数5万台達成
- 1985年4月 鷹子営業所、椿営業所を統合し、松山東営業所（現・松山東店）を開設
- 1990年1月 新車累計販売台数10万台達成
- 1994年3月 本社内に自社板金工場を開設
- 1995年11月 松山保免営業所（現・松山保免店）を開設
- 1998年3月 R11マイカーセンターを開設
- 1998年6月 西条営業所（現・西条店）を開設
- 1999年3月 新車累計販売台数15万台達成
- 2003年4月 新居浜東店（旧 新居浜東営業所）を新居浜店に統合
- 2006年12月 唐子浜店（旧 唐子浜営業所）を統合し、今治店を現在地に新築移転
- 2012年3月 四国初となる新車累計販売台数20万台を達成
- 2015年1月 2013年全国トヨタ販売店準総合表彰を受賞
- 2016年1月 2015年全国トヨタ販売店準総合表彰を受賞
- 2016年12月 R11マイカーセンターを統合し、松山東店を現在地に新築移転
- 2017年1月 2016年全国トヨタ販売店準総合表彰を受賞
- 2017年3月 本社屋をリニューアル

## 店舗
- 松山東店 - 松山市北久米町777-1
- 松山保免店 - 松山市保免中2丁目9-32
- 中央通店・本社 - 松山市中央1丁目16-5
- 今治店 - 今治市北高下町2丁目2-41
- 西条店 - 西条市玉津630-1
- 新居浜店 - 新居浜市中村1丁目4-43
- 三島・川之江店 - 四国中央市下柏町727-1
- 大洲店 - 大洲市東若宮2-11
- 宇和島店 - 宇和島市祝森甲3061-1
- 八幡浜店 - 八幡浜市産業通7-10

## 愛媛県内のその他のトヨタ車販売店
- ネッツトヨタ愛媛（ネッツ店(旧オート)/レクサス/フォルクスワーゲン/アウディ、ITMグループ）
- ネッツトヨタ瀬戸内（ネッツ店(旧ビスタ)/レクサス店）
- 愛媛トヨペット（トヨペット店、西山グループ）
- 愛媛トヨタ自動車（トヨタ店、西山グループ）